# Живопись индейцев
Живопись индейцев до европейской колонизации была довольно разнообразной, служила как религиозным, так и прикладным целям. Живописные изображения создавались как сами по себе, так и в виде изображений на керамике, раскрашенных скульптур, настенных фресок и т. д.

## США и Канада
На территории США многочисленные памятники живописи оставили предки современных индейцев — культура Могольон, Фремонтская культура и другие. К памятникам современной живописи относятся традиционные маски, тотемные столбы и другие.

Живопись индейцев Северной Америки
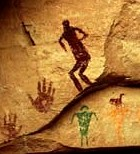
Петроглиф, юго-восток штата Юта, около 1200 до н. э., древние пуэбло
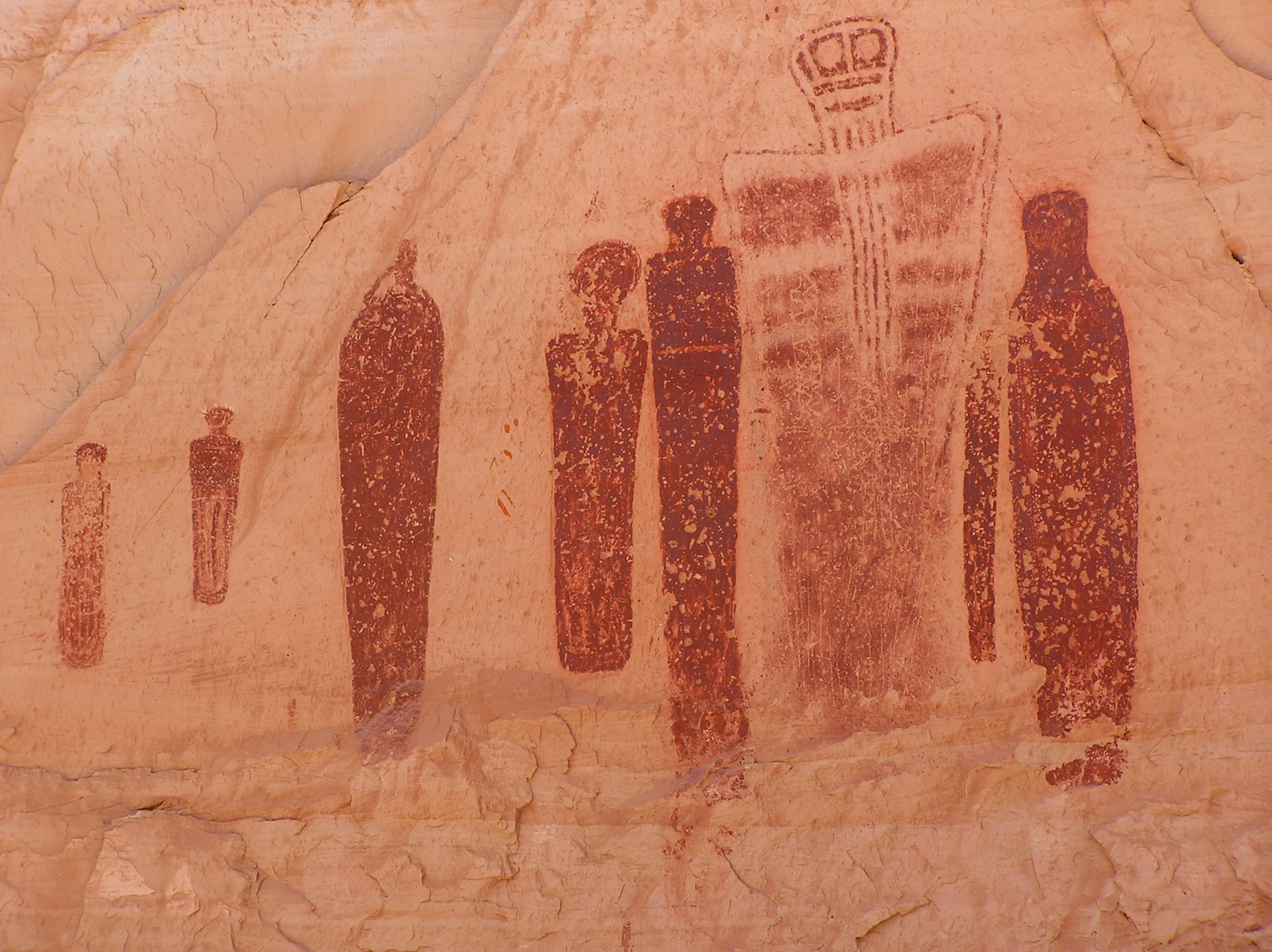
Хорсшу-Каньон, наскальная живопись
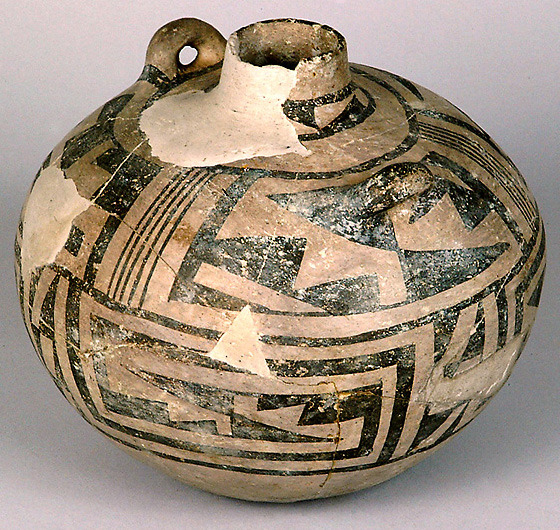
Раскрашенный керамический сосуд, культура анасази, найден в развалинах в Чако-Каньоне, Нью-Мексико, около 700—1100 н. э.
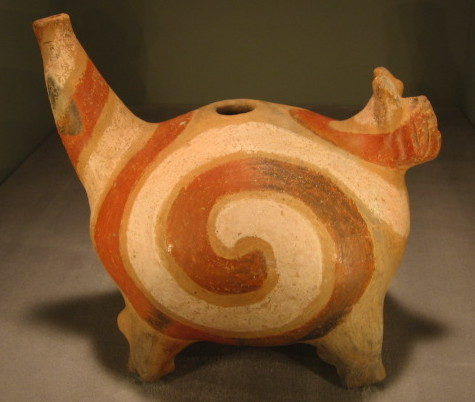
Раскрашенный керамический сосуд с изображением подводной пантеры, Миссисипская культура, обнаружен в Роуз-Маунд, округ Кросс, штат Арканзас, около 1400-1600 гг.
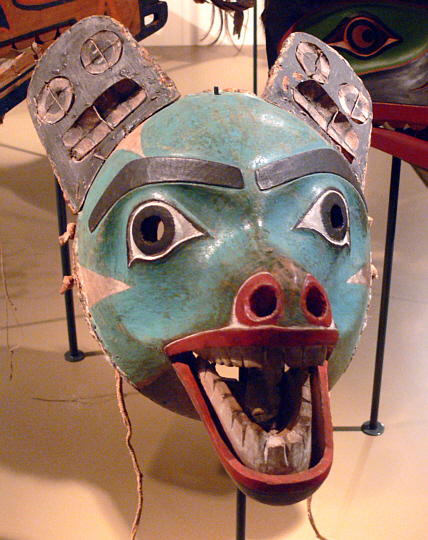
Волчья маска племени хайда, 1880 г.
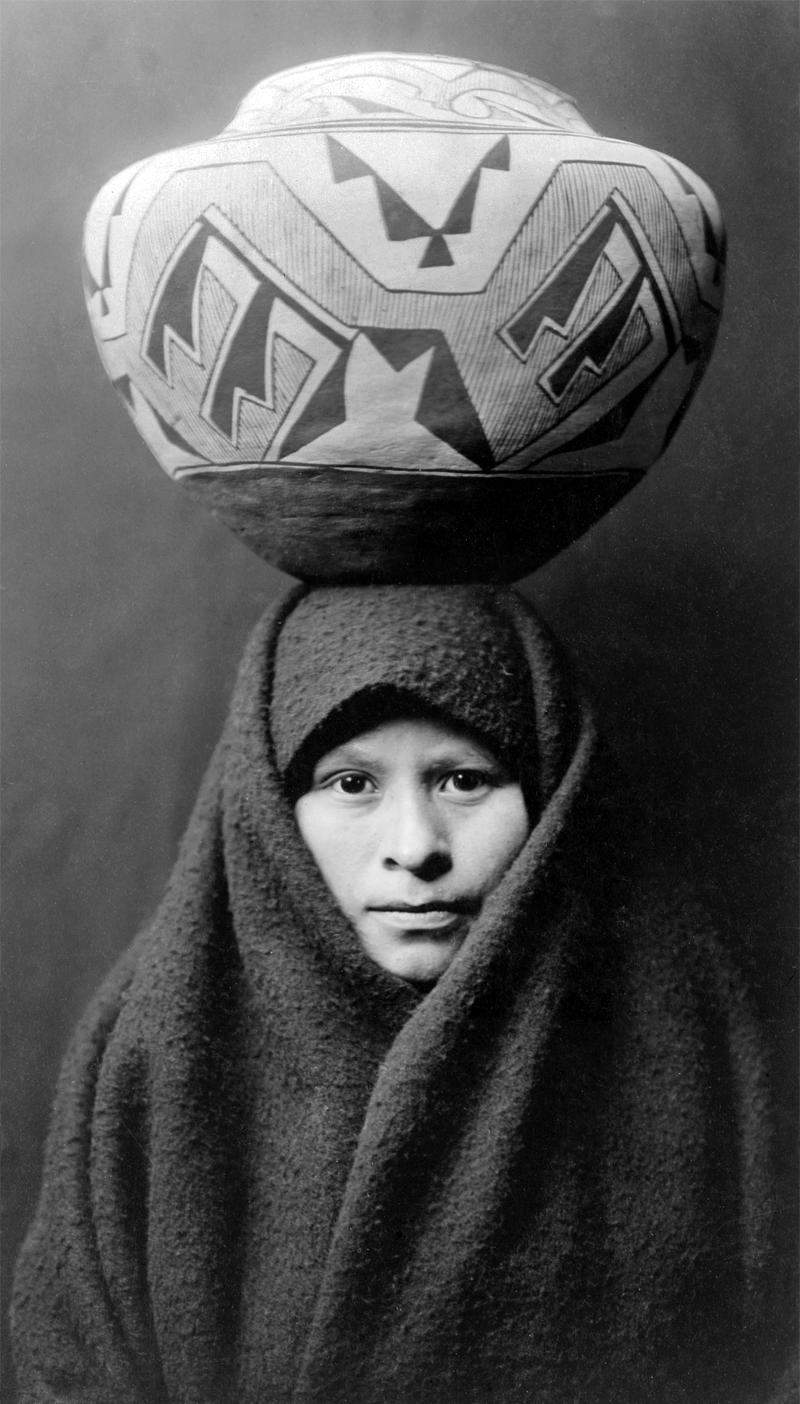
Девушка из племени зуни, штат Нью-Мексико, держит окрашенный керамический сосуд, около 1903 г.
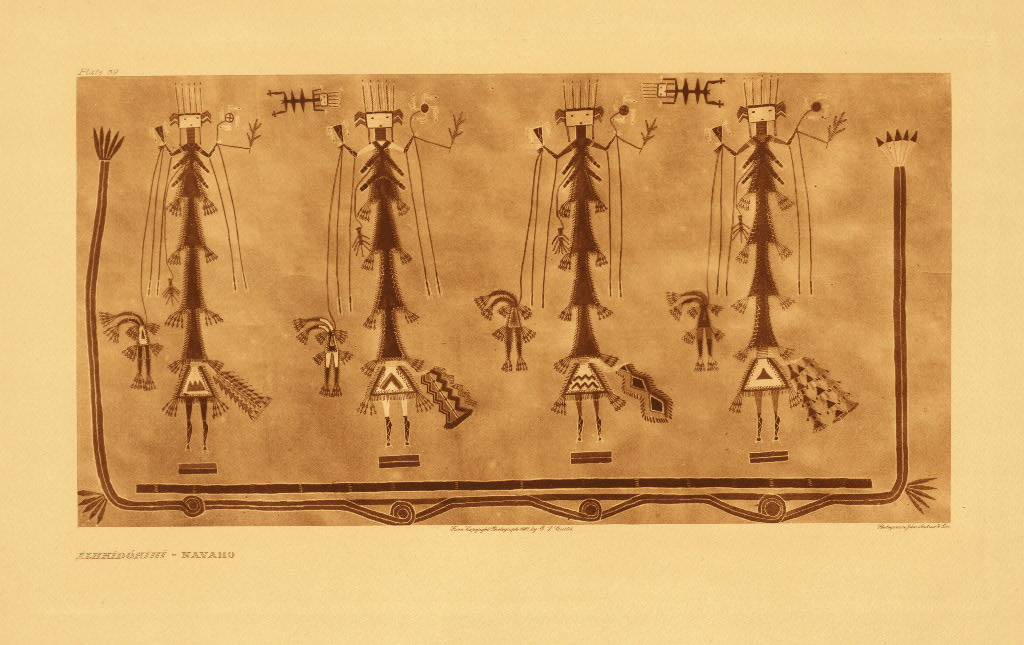
Рисунок на песке, племя навахо, сепия (фотогравюра), Эдвард Кёртис, около 1907 г.
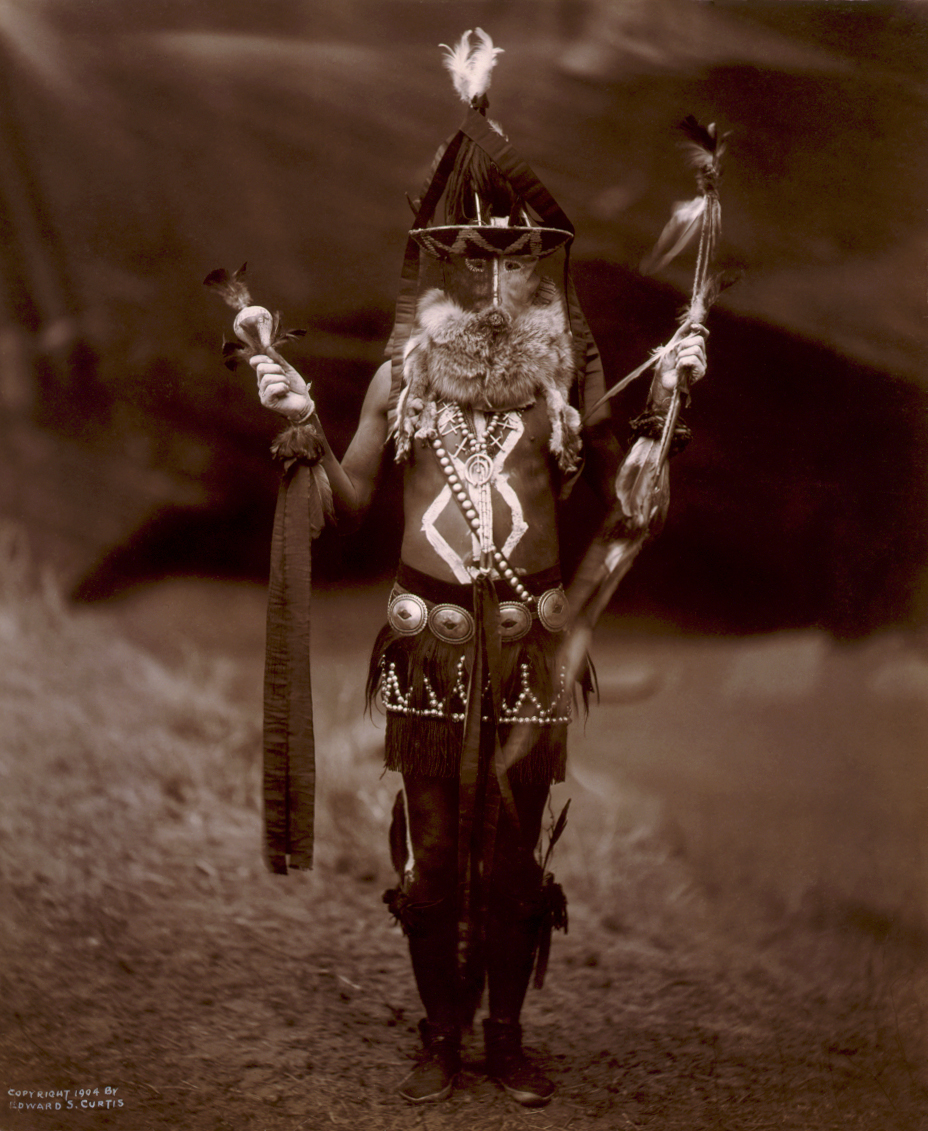
Мужчина из племени навахо в церемониальной одежде с маской и раскраской по телу, около 1904 г.
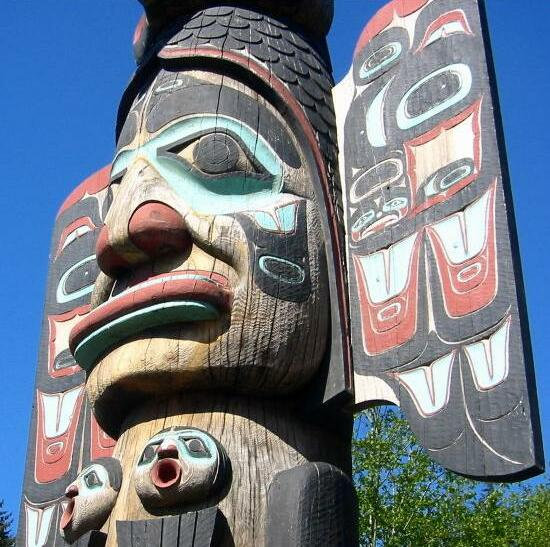
Тотемный столб, Кетчикан, Аляска, тлингитский стиль.
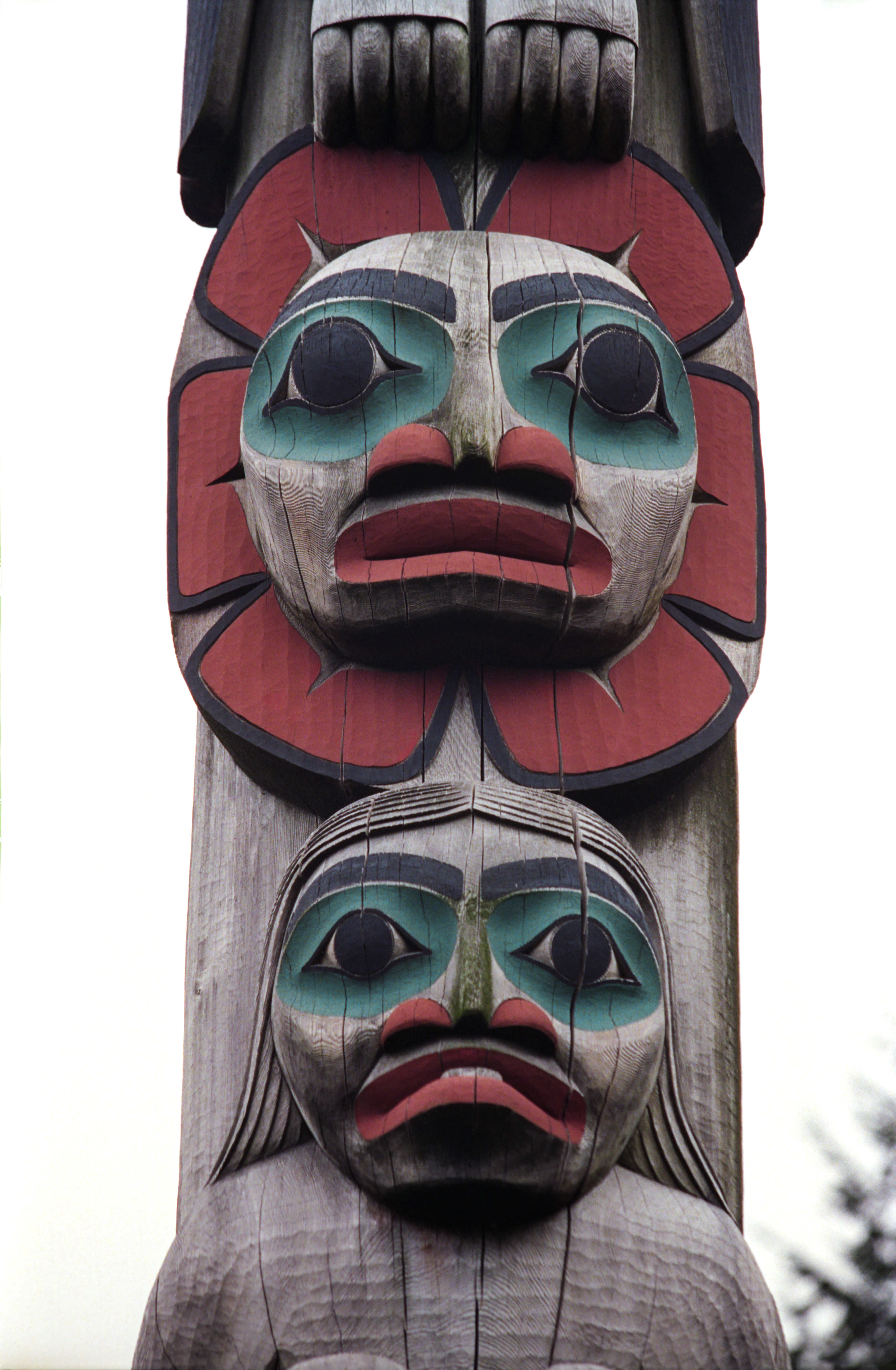
Тотемный столб из Тотемного парка Саксман, Кетчикан, Аляска
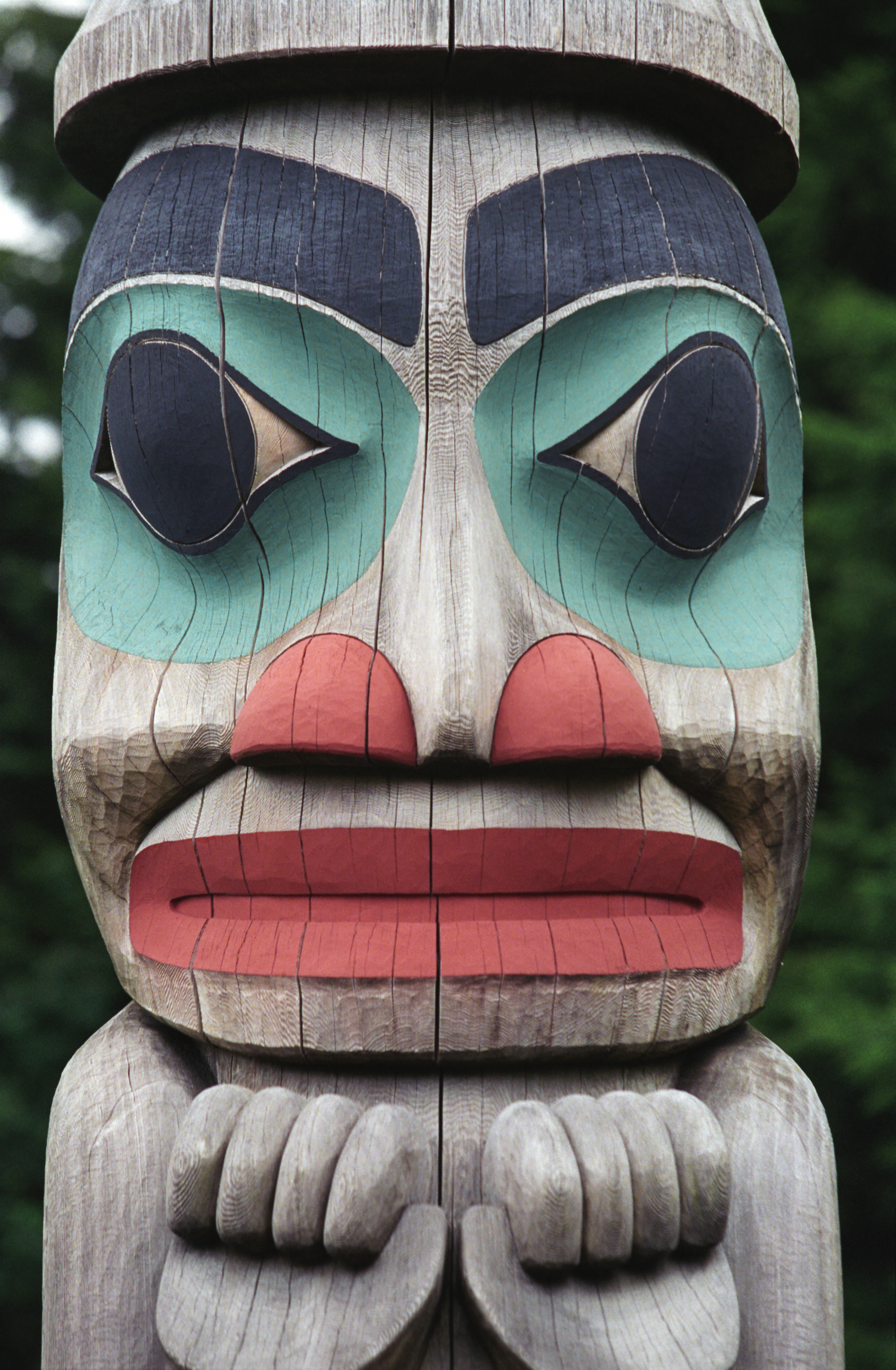
Тотемный столб из Тотемного парка Саксман, Кетчикан, Аляска
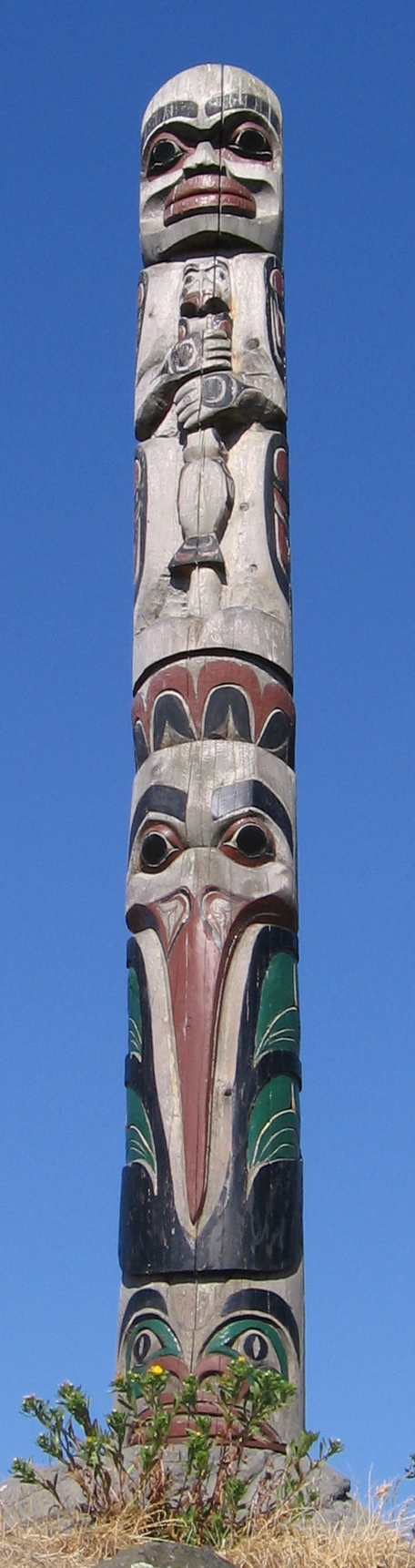
Тотемный столб из Тотемного парка, Виктория (Британская Колумбия).

## Месоамерика
К памятникам доколумбовой живописи относятся настенные фрески в храмах Теотиуакана, культуры майя (Бонампак) и других, иллюстрированные месоамериканские кодексы и другие.

Месоамериканская живопись
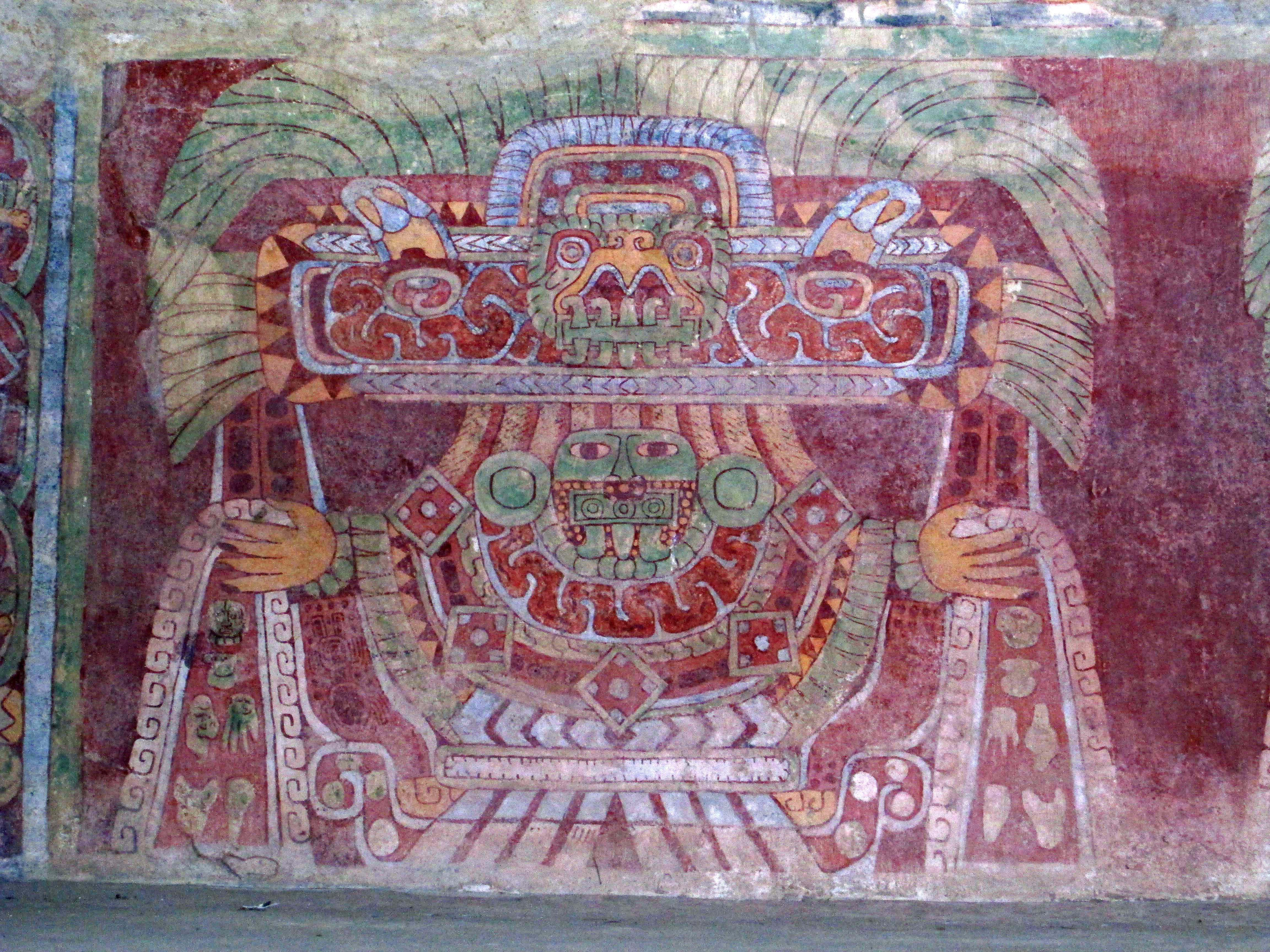
Великая богиня — настенная роспись, Теотиуакан, Мексика
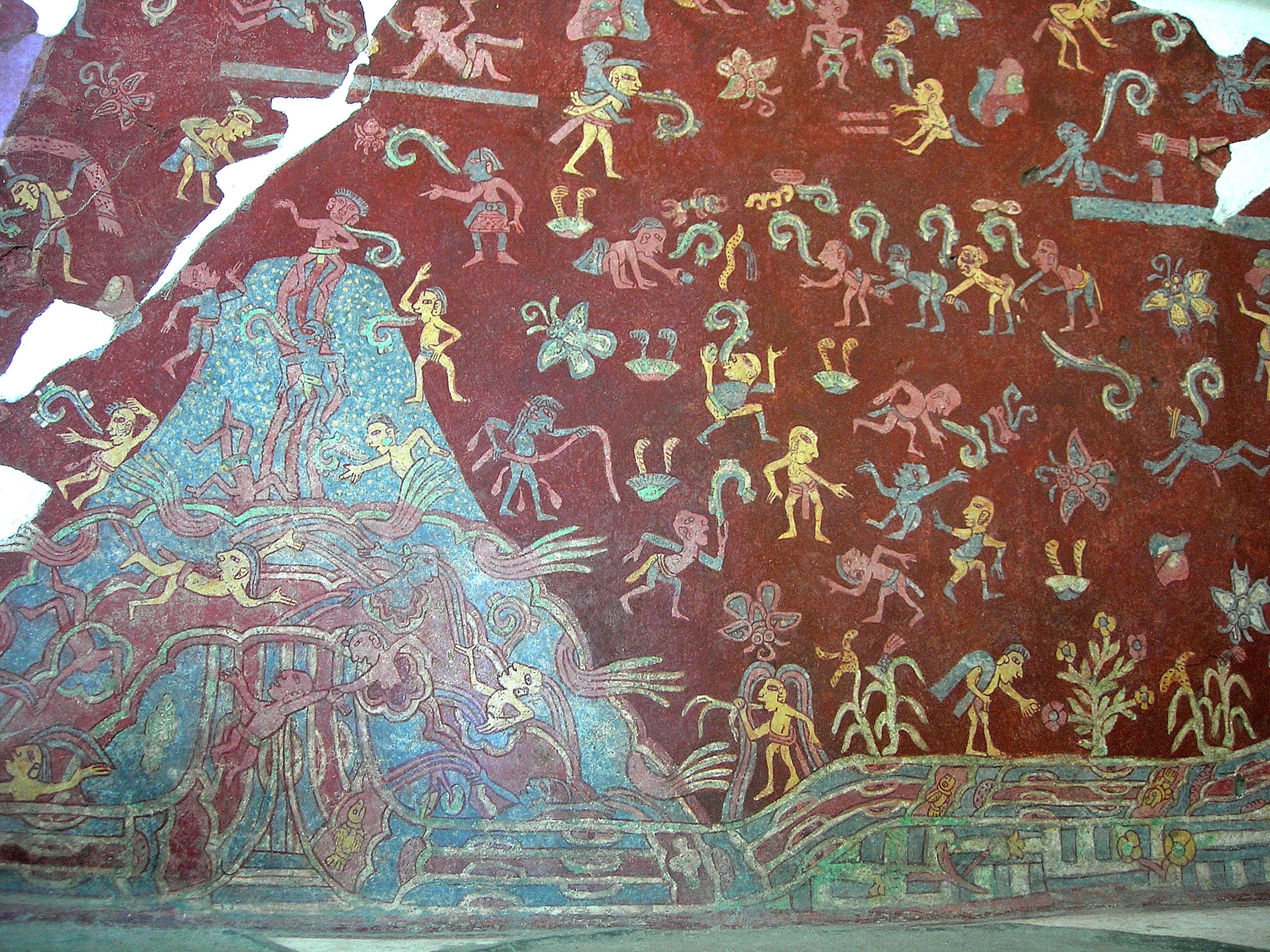
Фрагмент сохранившейся настенной росписи из комплекса Тепантитла, предположительно портрет Великой богини, Мексика
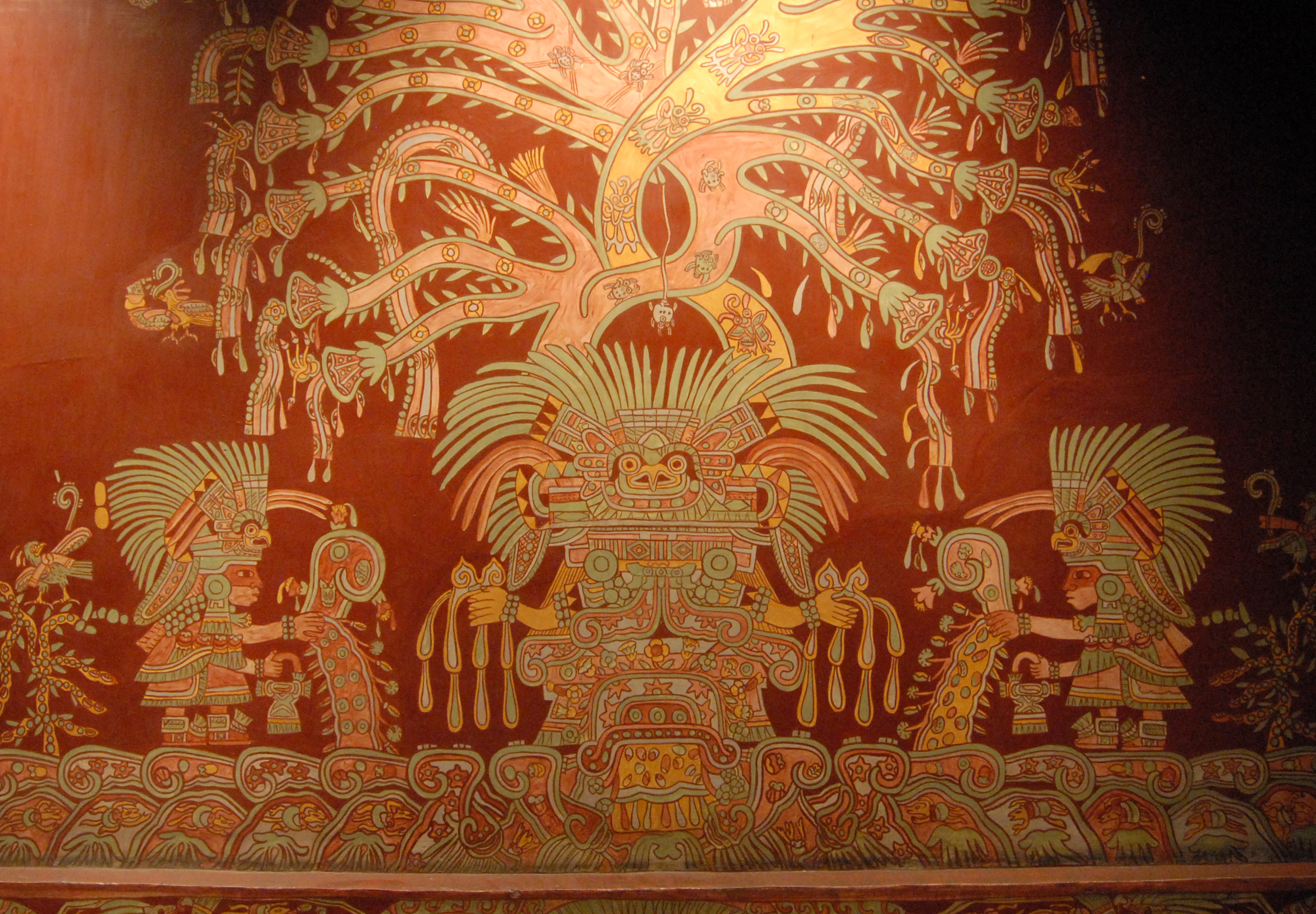
Настенная роспись из комплекса Тепантитла, предположительно Великая богиня Теотиуакана, репродукция, Национальный музей антропологии, Мехико
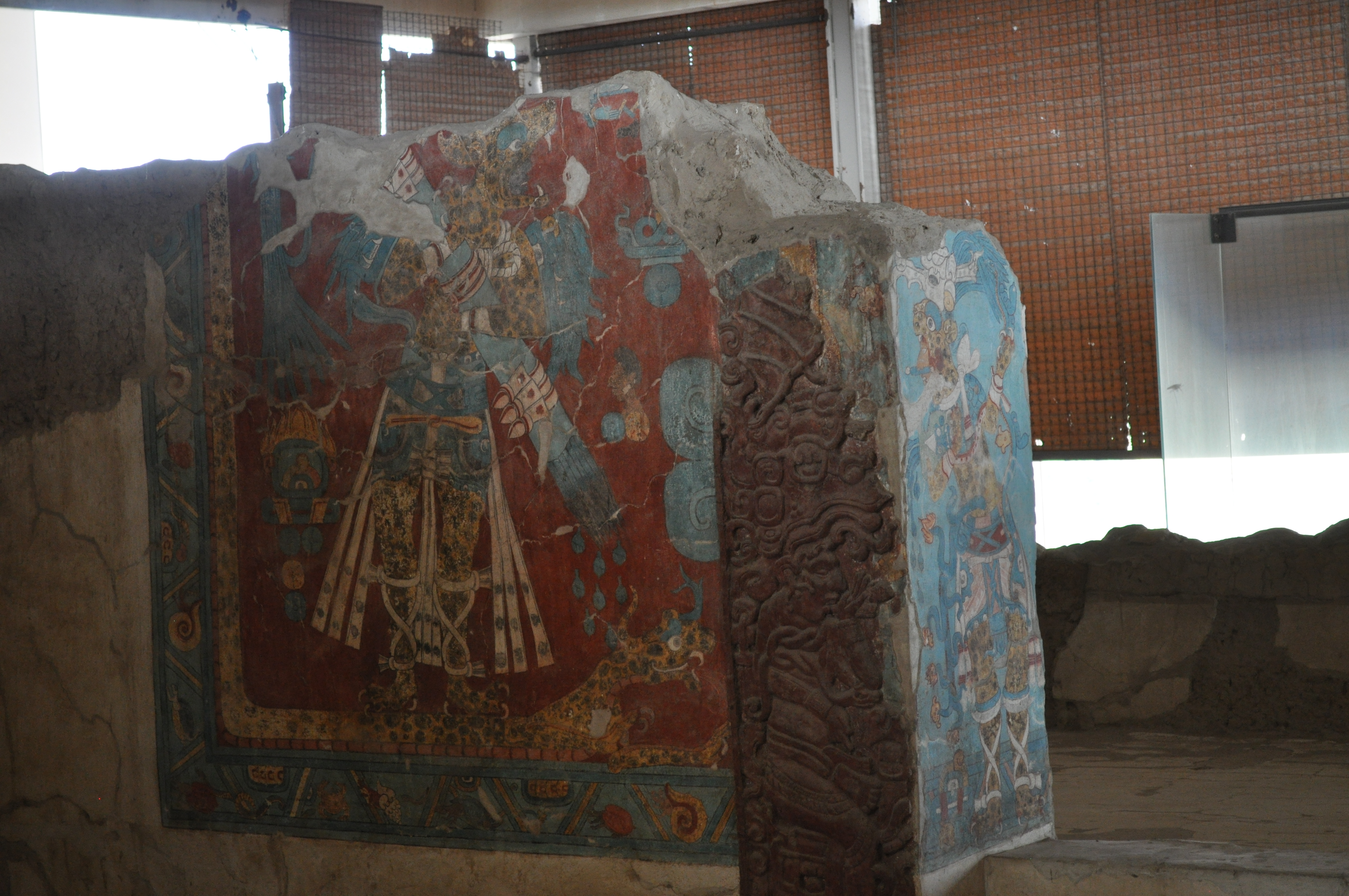
Деталь настенной, около 600—700 гг., Какаштла, Мексика
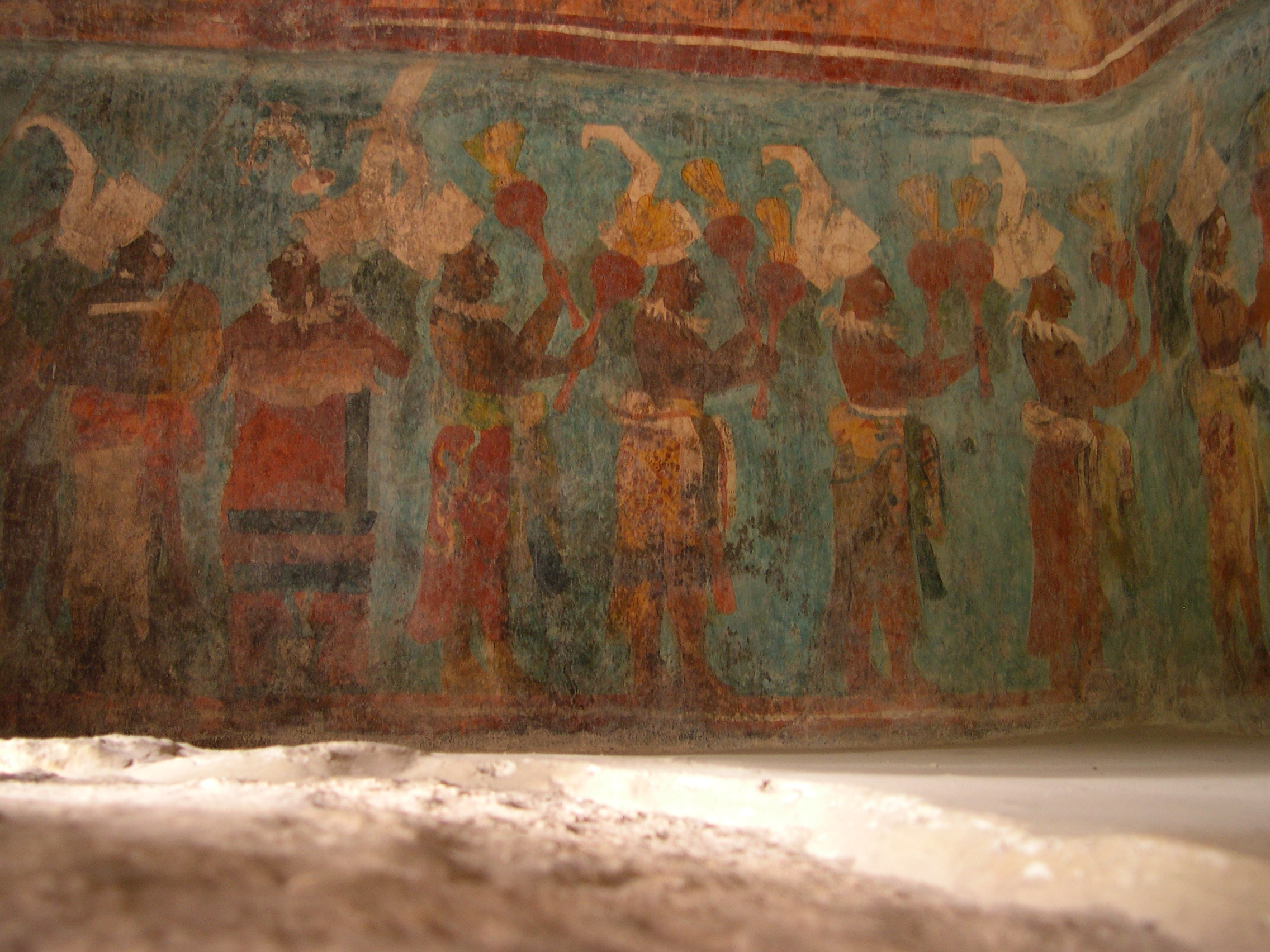
Настенная роспись майя, Бонампак, Мексика, 580—800 гг. н. э.
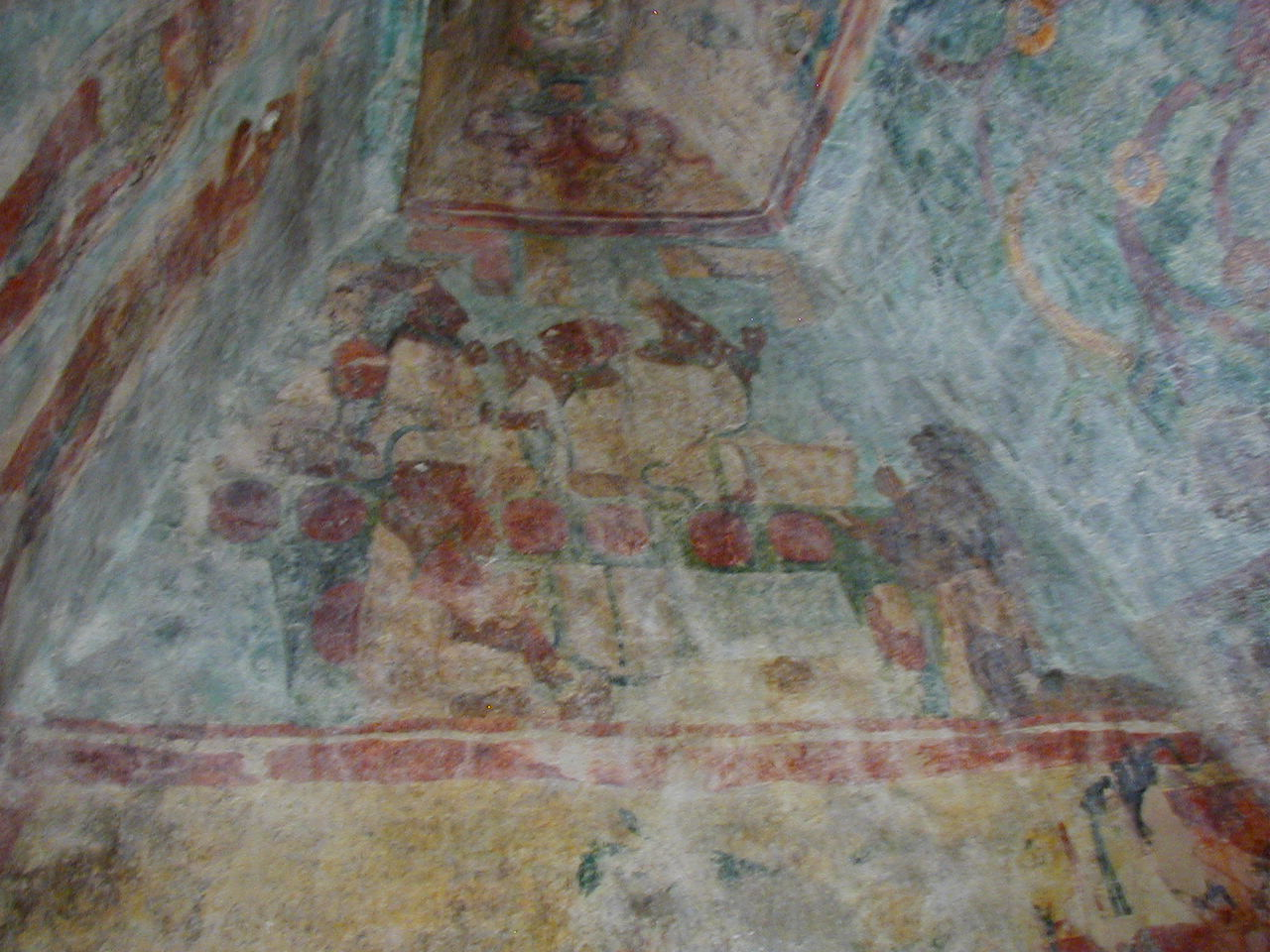
Настенная роспись майя, Бонампак, Мексика, 580—800 гг. н. э.
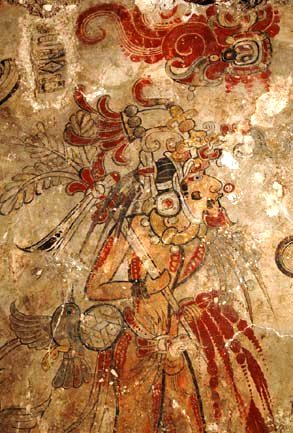
Настенная роспись майя, Гватемала, доклассический период (1-250 гг. н. э.)
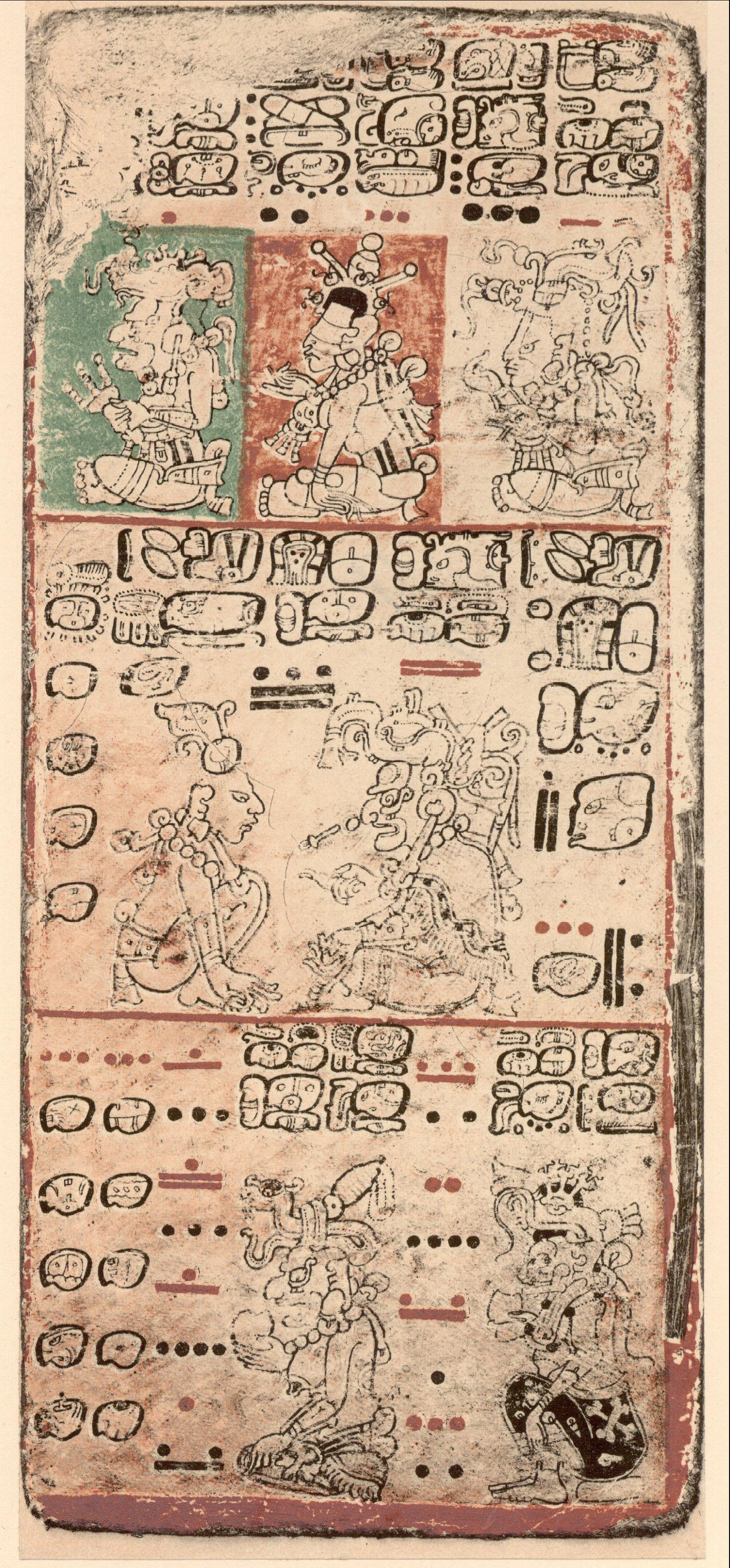
Рисунок из Дрезденского кодекса майя
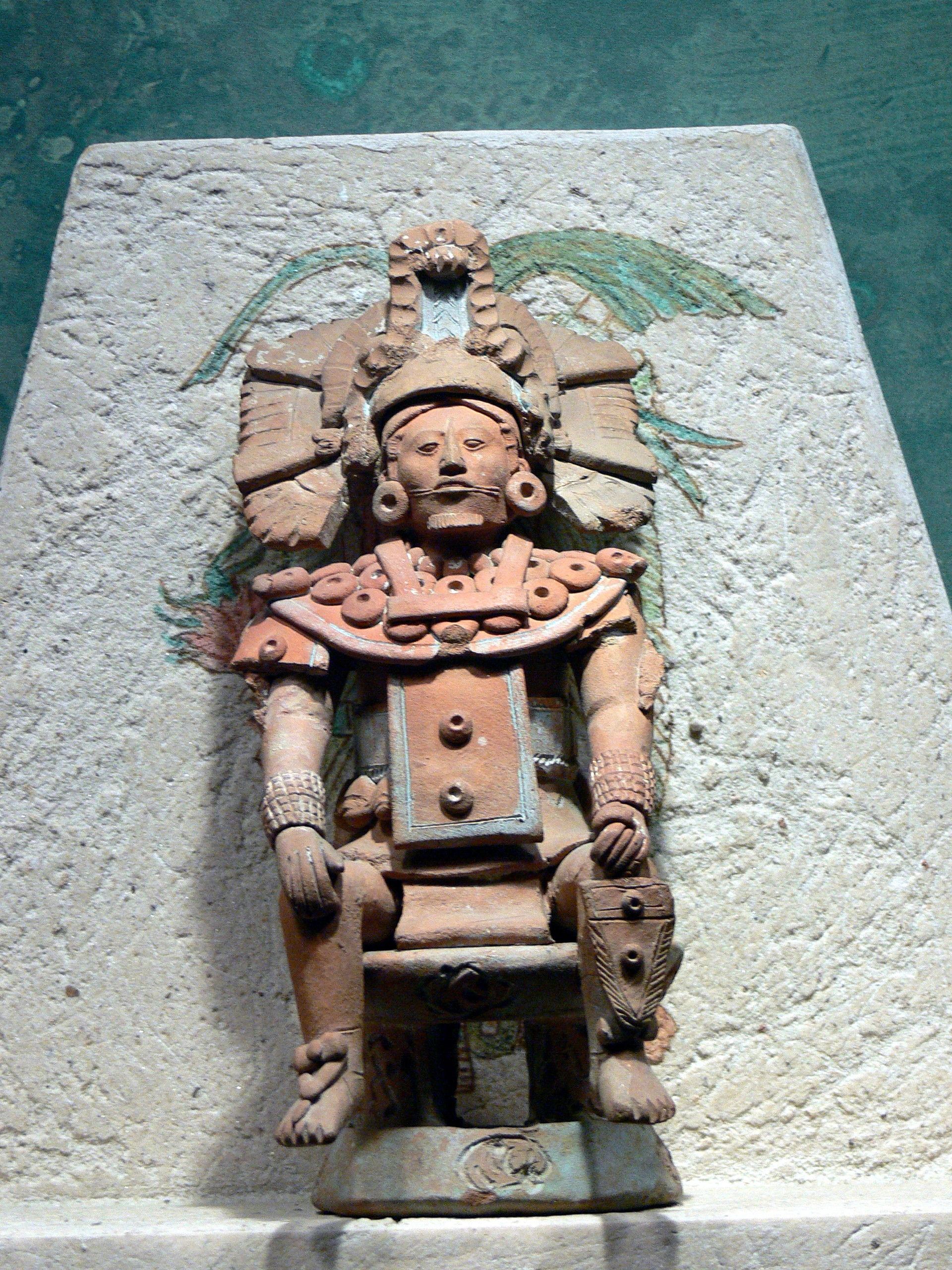
«Выпивоха», раскрашенная керамическая статуэтка, остров Хайна, культура майя, 400—800 гг. н. э.
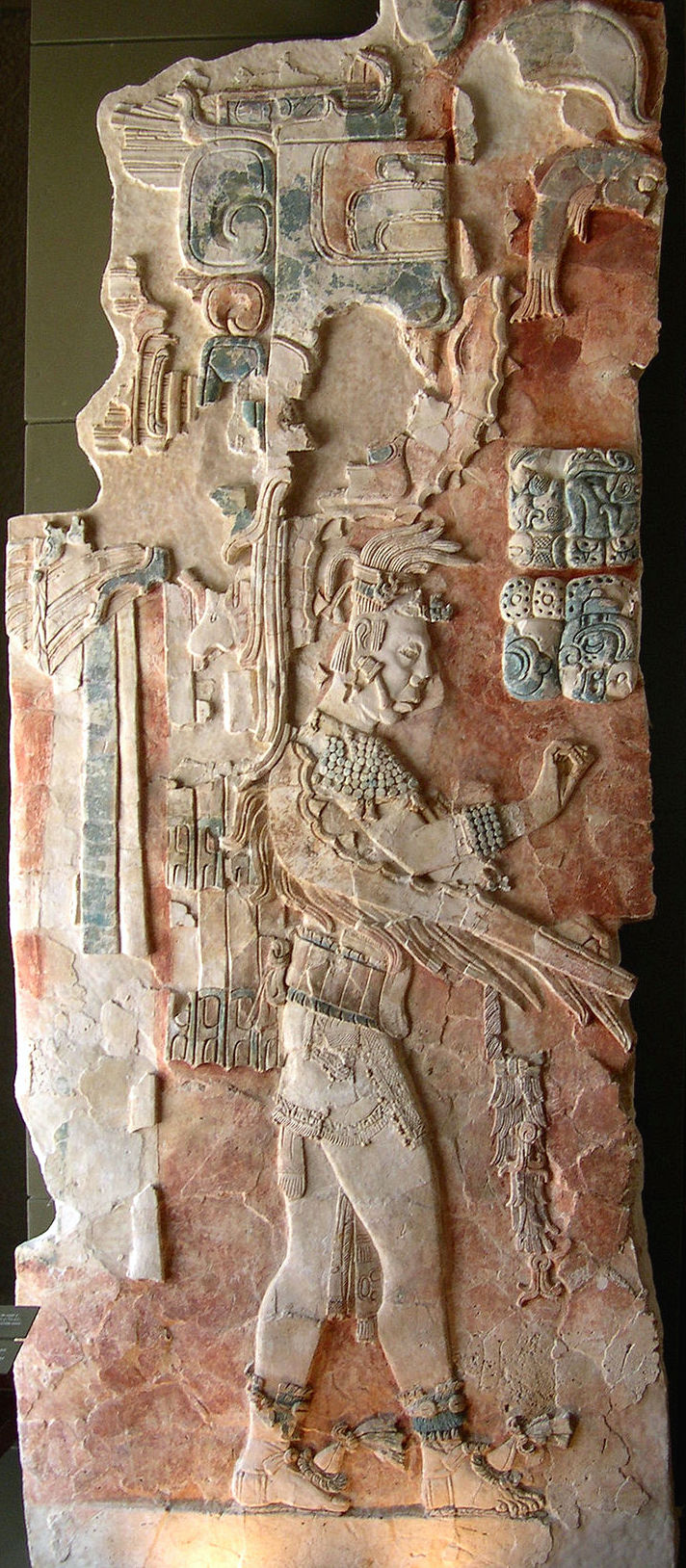
Расписной рельеф из Паленке, изображающий сына правителя. Культура майя, VII—VIII вв. н. э.
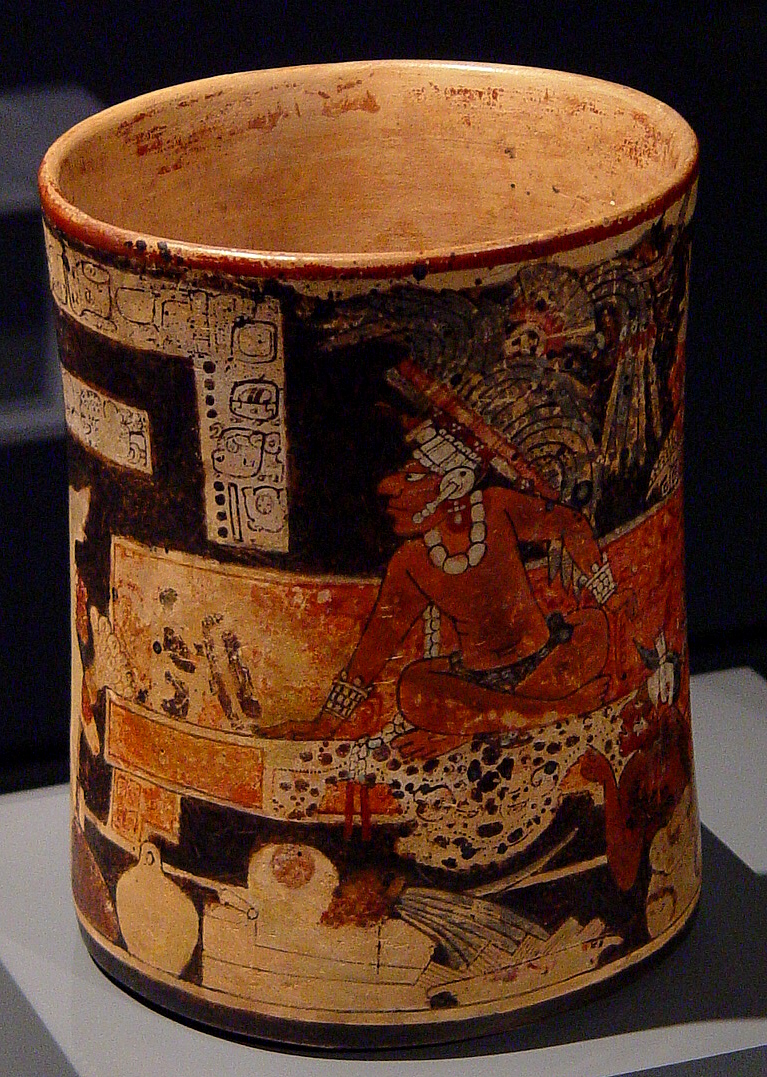
Правитель в шкуре ягуара, роспись на сосуде, культура майя, около 700—800 гг. н. э.
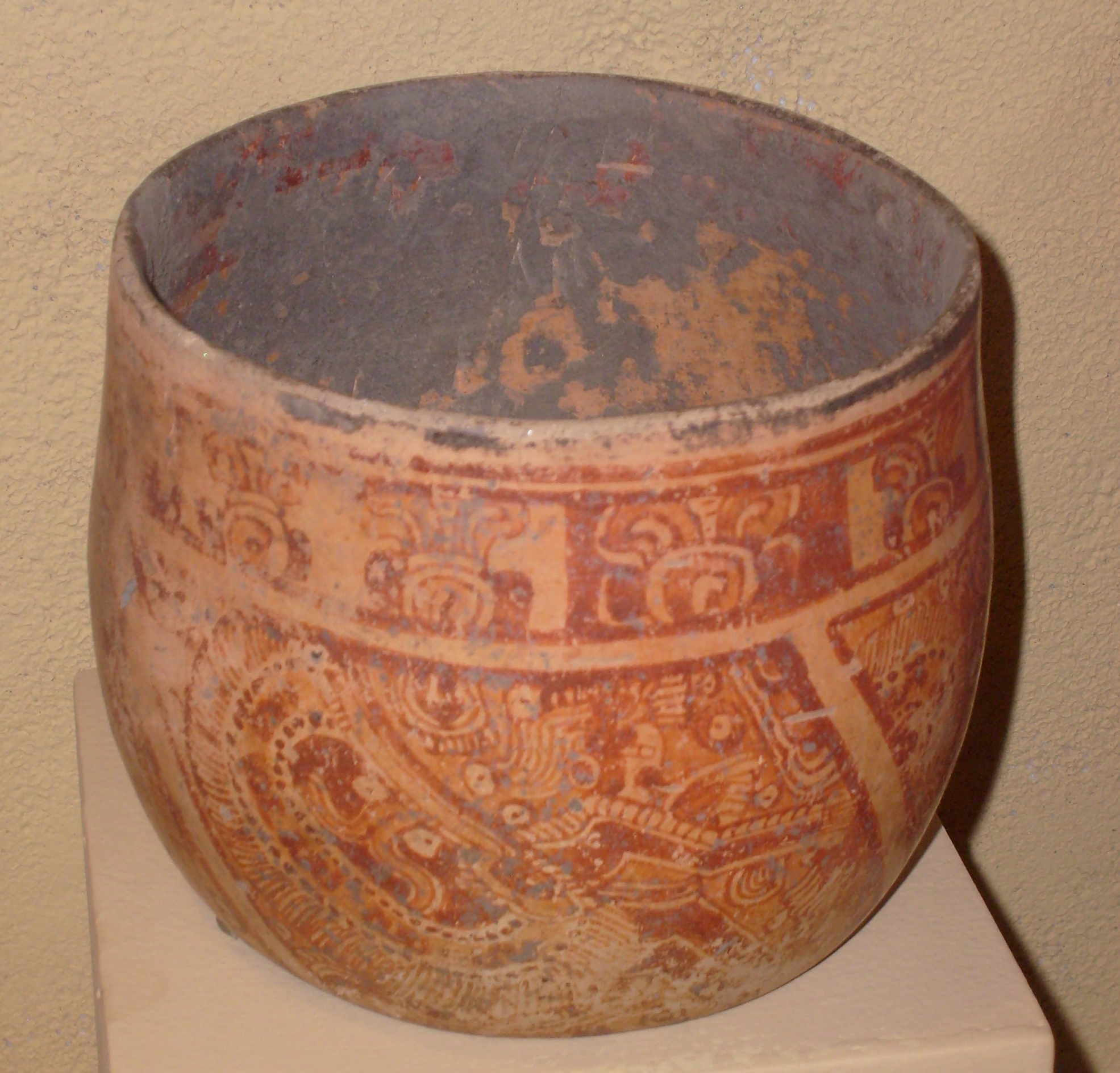
Роспись на амфоре, культура майя, VII—IX вв., Копан, Гондурас
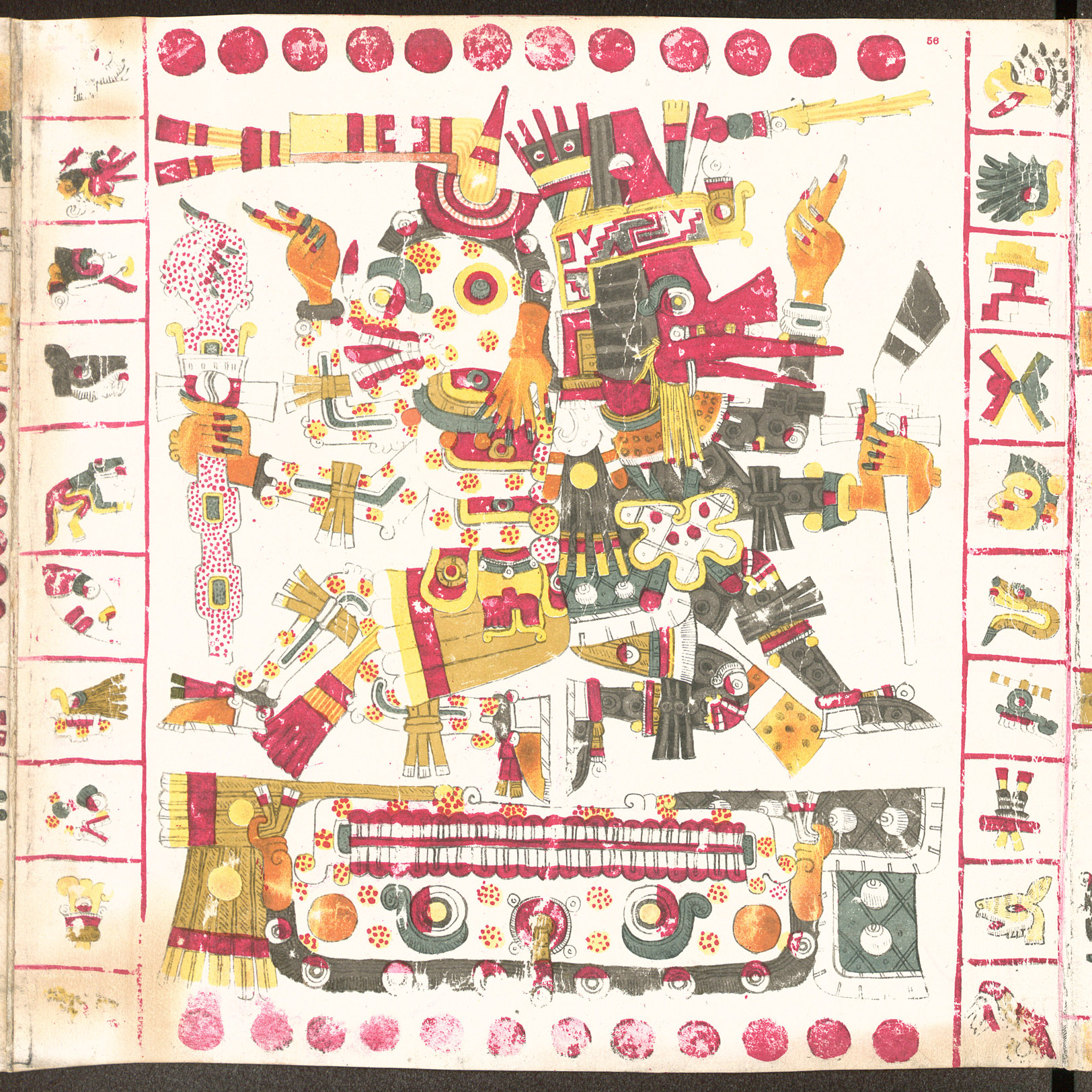
Ацтекский рисунок, Кодекс Борджиа
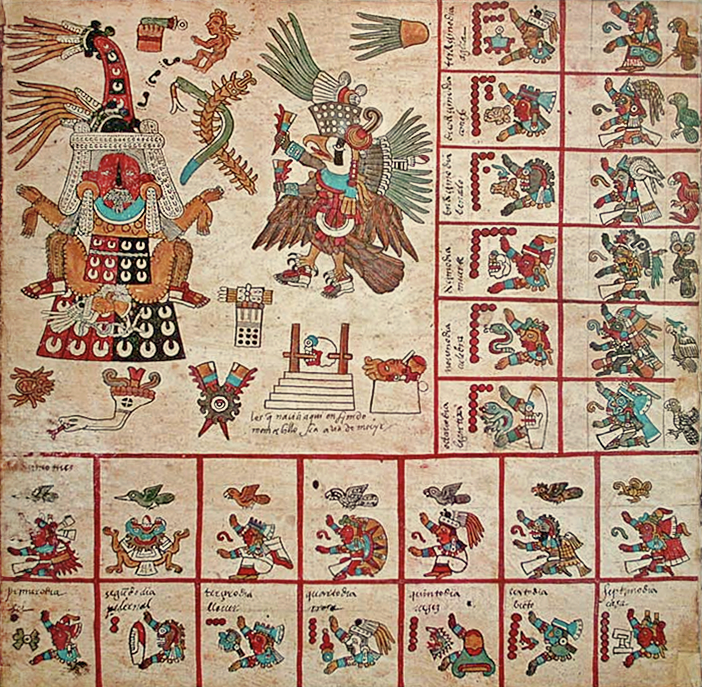
Ацтекский рисунок, Бурбонский кодекс
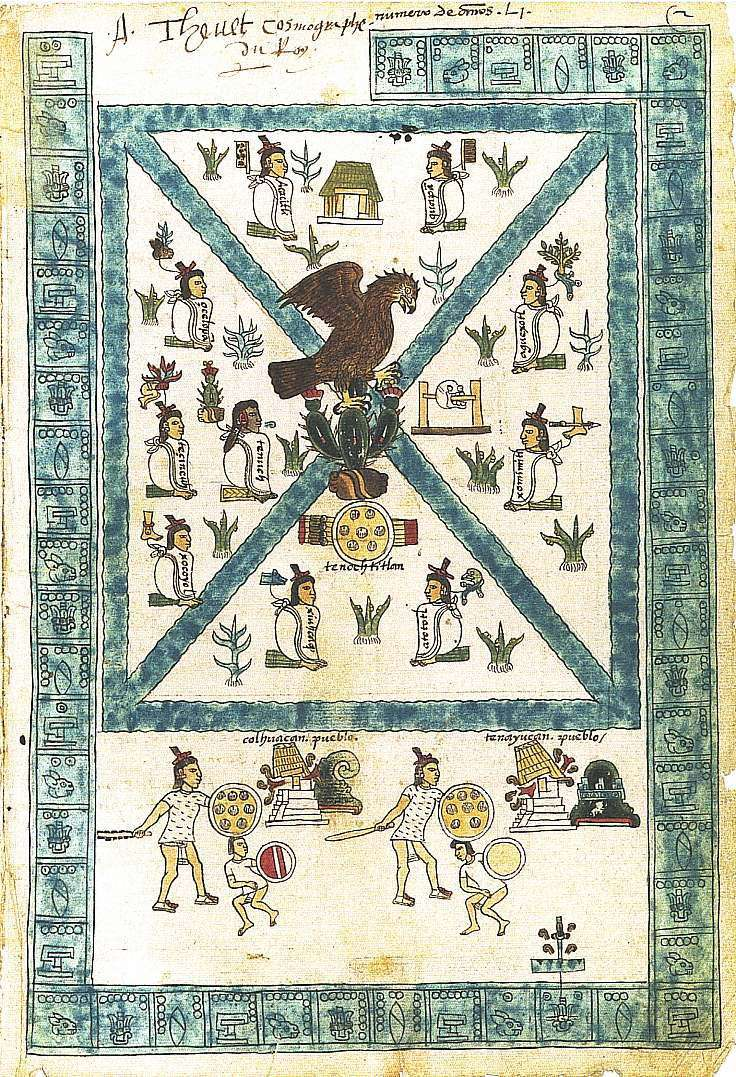
Рисунок из Кодекса Мендосы, Мексика, около 1553 г. н. э.

## Южная Америка

Живопись индейцев Южной Америки
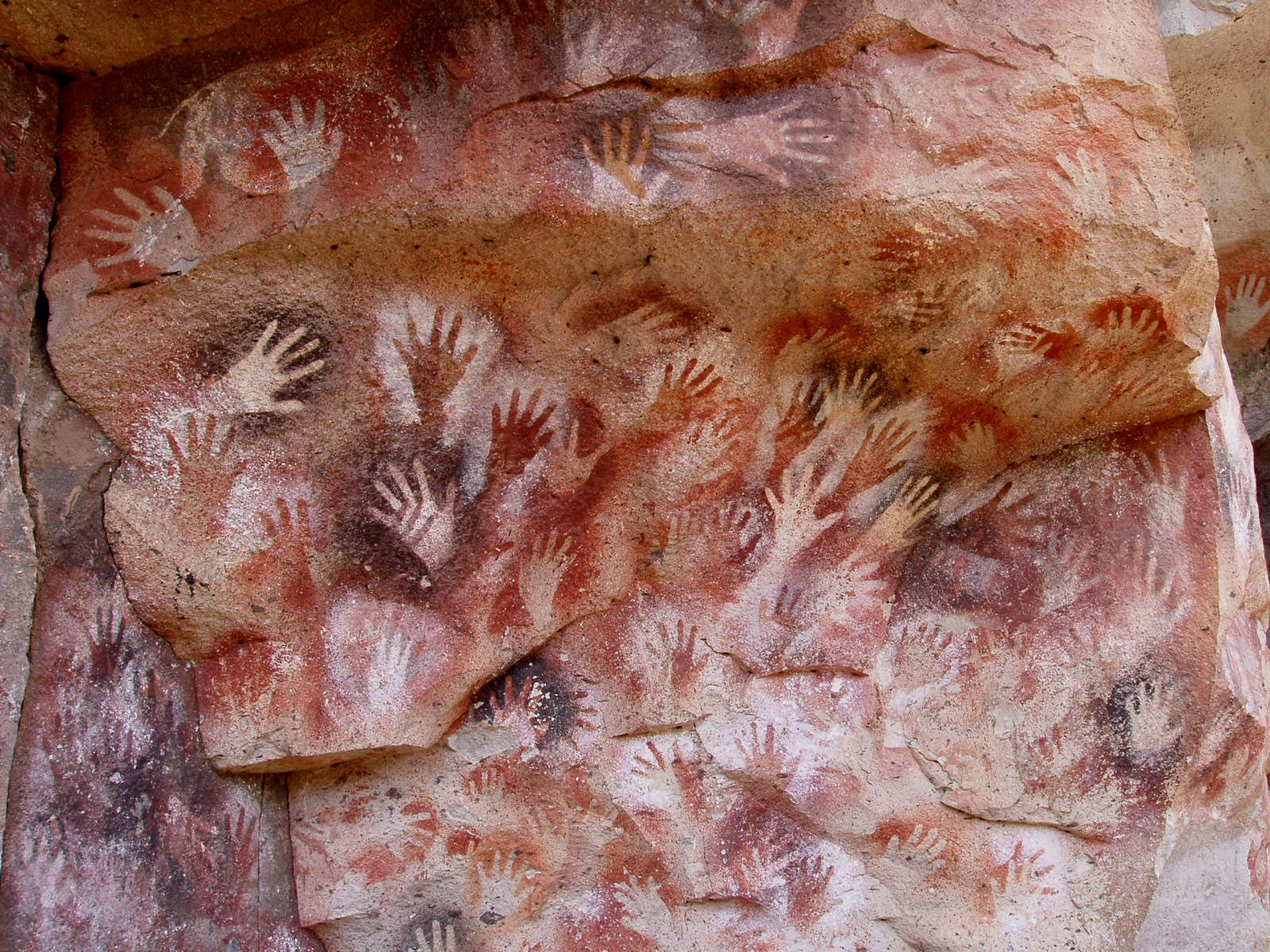
Пещера рук в Рио-Пинтурас, провинция Санта-Крус, Аргентина (около 7300 до н. э.)
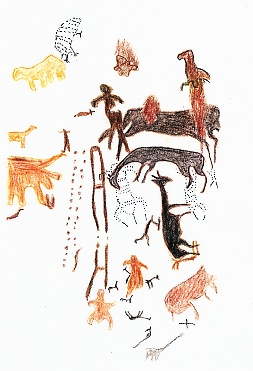
Наскальная живопись в пещере Токепала, Перу
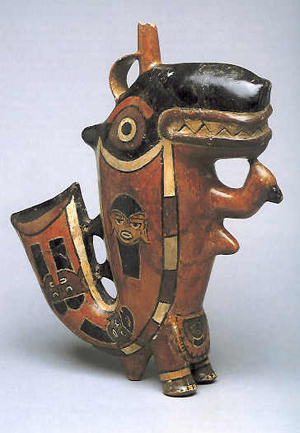
Косатка, окрашенная керамика, культура Наска, Музей Ларко, Лима, Перу
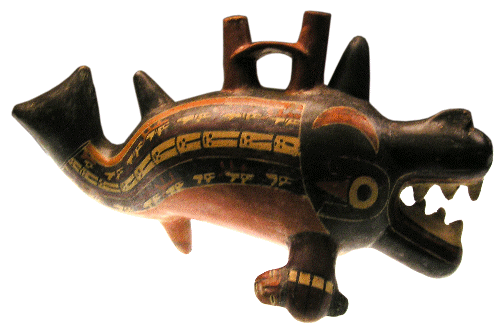
Окрашенная керамика, культура Наска, Перу
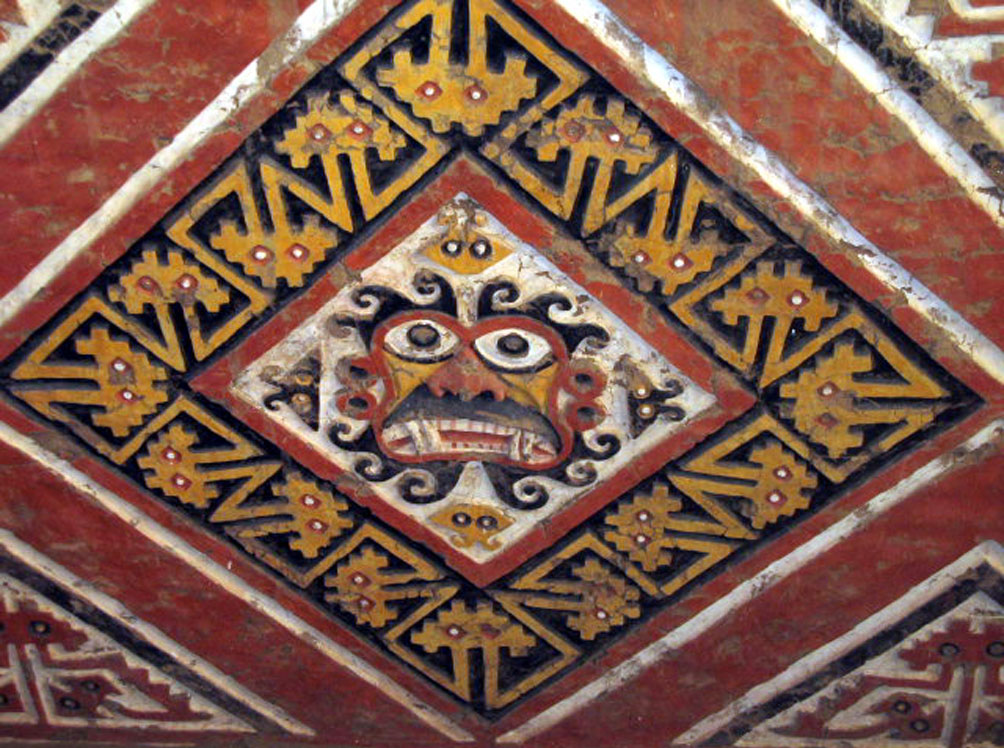
Настенная роспись "Отсекающий голову", культура Моче, Храм Луны, Перу.
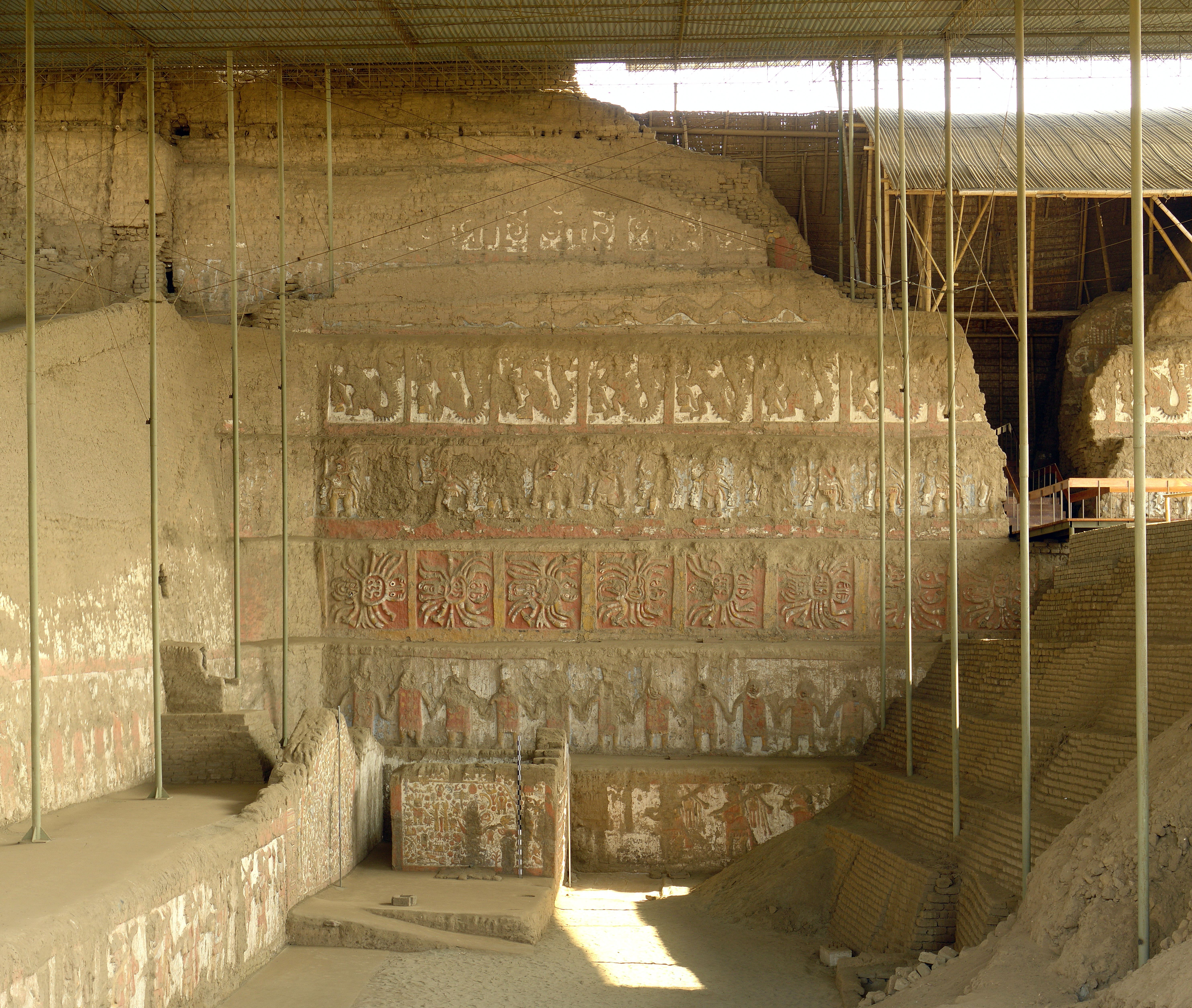
Настенные росписи, культура Моче, Храм Луны, Перу.
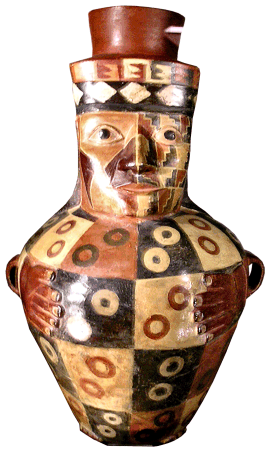
Расписная урна, культура Уари, Перу.
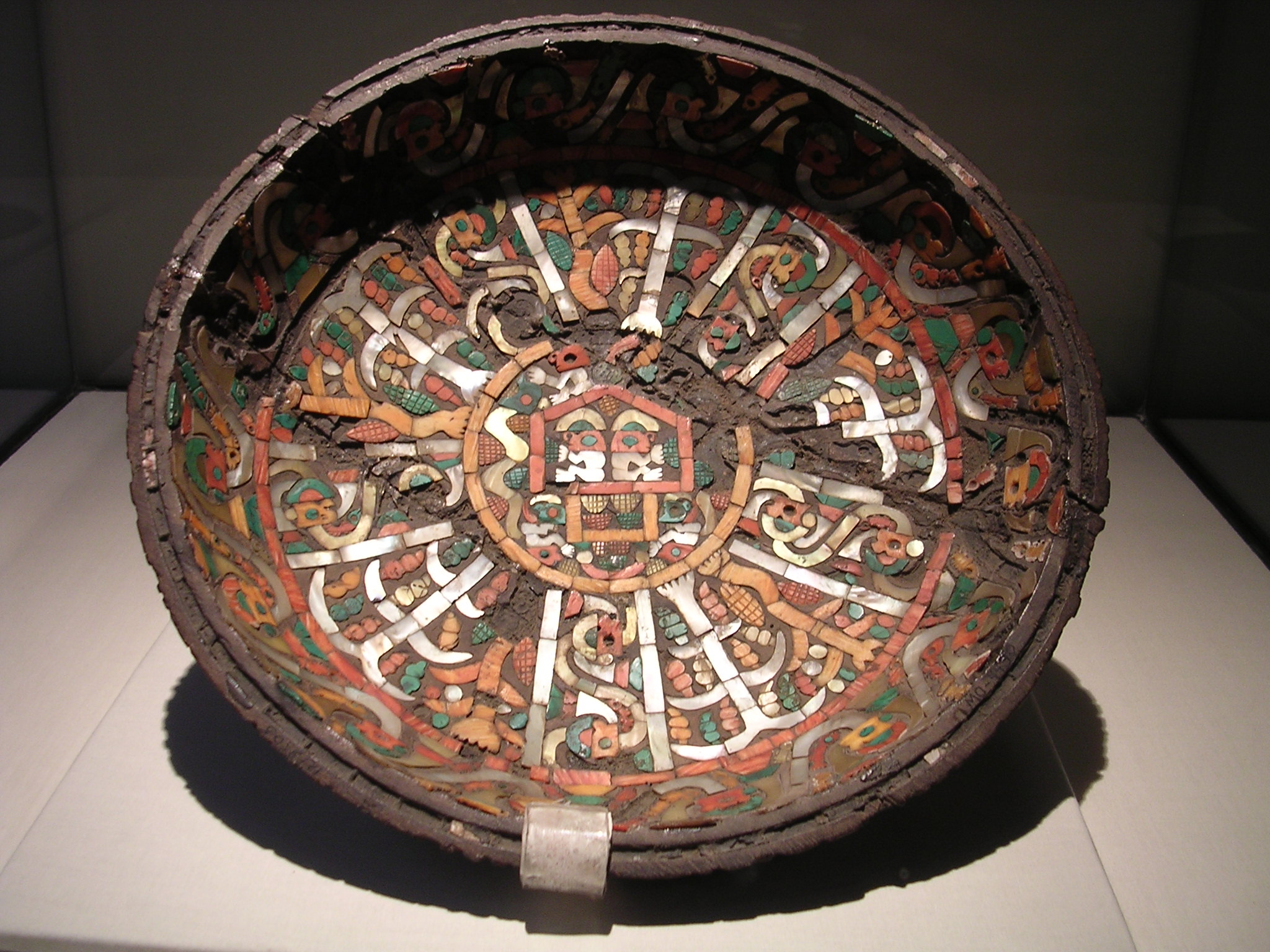
Перуанский сосуд, Музей нации, Лима, Перу
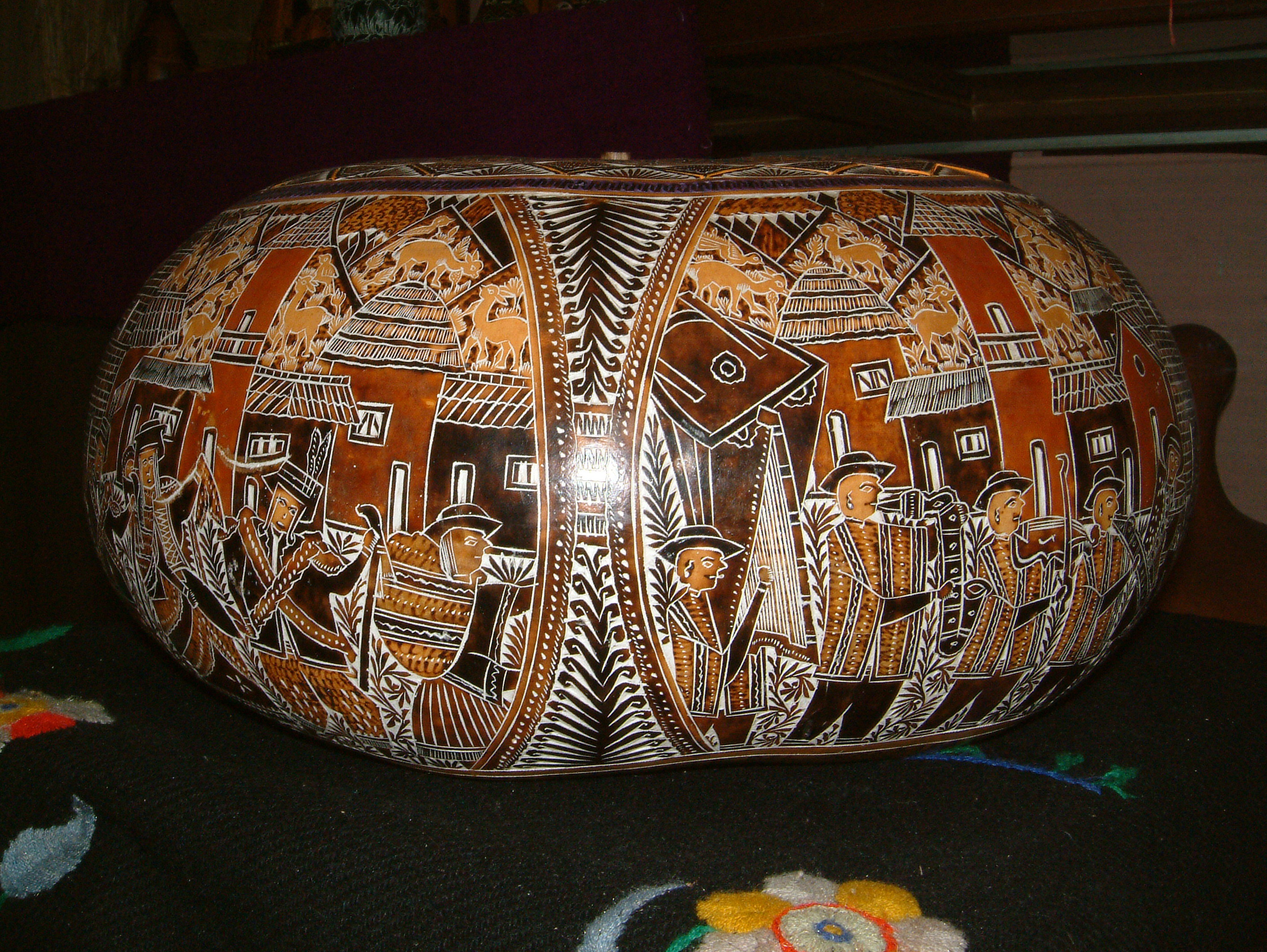
Перуанский калабас
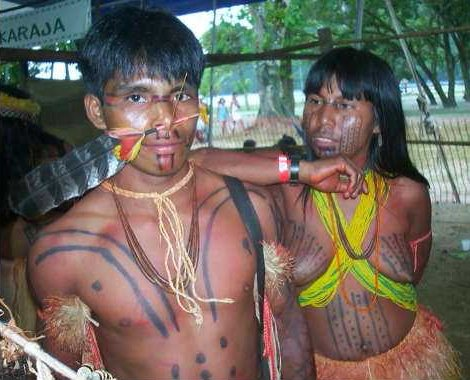
Окраска на теле, аборигены Бразилии (фото около 2000 года)